# Pointe de la Videman
Pointe de la Videman är en bergstopp i Schweiz. Den ligger i distriktet Riviera-Pays-d'Enhaut och kantonen Vaud, i den sydvästra delen av landet, 60 km söder om huvudstaden Bern. Toppen på Pointe de la Videman är 2 165 meter över havet.